# Burg Frauenstein (Pfalz)
Die Burg Frauenstein ist eine abgegangene Felsenburg nahe der Ortsgemeinde Ruppertsecken im Donnersbergkreis in Rheinland-Pfalz.

## Lage
Die Reste der vermuteten Burg Frauenstein liegen in der Erde eines Gartens auf einem Felsklotz, dem so genannten „Freistein“ („Frauenstein“), getrennt vom übrigen Bergrücken durch einen in den Felsen gehauenen Graben. Bis auf den Graben haben sich keine sichtbaren Spuren erhalten. Die Burganlage bestand nach Resten in der Erde wahrscheinlich nur aus einem Herrenhaus mit einer Ringmauer.

## Geschichte
Die einzige urkundliche Erwähnung der Burg stammt aus dem Jahre 1344, ein Brief des Ritters und späteren Ordensritters Werner von Hohenfels:
Ich, Werner von Hohenfels, ein Ritter, versichere öffentlich mit diesem Briefe, dass die durchlauchtigsten hochgeborenen Fürsten und gnädigen Herren, Herr Rupprecht der Ältere und Herr Rupprecht der Jüngere, Herzog Adolfs lediger Sohn, die edelen Pfalzgrafen auf dem Rhein und Herzoge zu Bayern, mir und meinen Leibeserben, ausgenommen Hermann den Alten von Hohenfels zu rechtem Erblehen verliehen haben die Hofstatt und das Haus Frauenstein, gelegen bei Rupprechtseck in der Weise, dass wir und die Unseren uns draus und drin behelfen mögen zu allen unseren Nöten und wo wirrecht haben und des Rechts vor unseren vorgenannten Herren oder ihren obersten Amtsleuten gehorsam sein wollen, zu nehmen und zu geben. Und ich gebe des zu einer wahren Urkunde diesen Brief, besiegelt mit meinem Insigel. Der gegeben ist zu Heidelberg des Jahres, da man zählte nach Christi Geburt dreizehnhundert Jahre und danach in dem 44. Jahre, an dem Samstag nach St. Margarethentag, der heiligen Jungfrau. (17. Juli 1344).